# Liverpool Fútbol Club
El Liverpool Fútbol Club es un club de fútbol uruguayo de la ciudad de Montevideo, localizado en el barrio de Belvedere. Fue fundado el 15 de febrero de 1915 y actualmente milita en la Primera División de Uruguay, el equipo juega de local en el Estadio Belvedere.  
Su primera copa obtenida fue cuando ganó el llamado Torneo Relámpago del año 1968 (un certamen de preparación para el Campeonato Uruguayo de ese año); su segunda conquista, en el 2019, fue al ganar el Torneo Intermedio en la final que se definió por penales ante River Plate. 
Luego, al año siguiente, obtuvo la Supercopa Uruguaya, tras ganarle al Campeón Uruguayo, Nacional, por un tanteador de 4-2 en el alargue; posteriormente ganó con dos fechas de anticipación el Torneo Clausura 2020 (al vencer nuevamente a Nacional, esta vez por 4 a 0 en el Parque Central), el cual a raíz del parate por la pandemia de COVID-19 se disputó a principios del año 2021. 
En el 2023 se consagró campeón nuevamente de la Supercopa tras vencer a Nacional por 1-0 y, además, del Torneo Intermedio al ganarle la final al Defensor Sporting Club también por la mínima. 
Además, en el propio año 2023, se consagró campeón tanto del Torneo Clausura como del Campeonato Uruguayo jugando en todas las canchas sin excepciones (por primera vez en su historia), tras ganarle las finales a Peñarol.

## Historia

### Fundación y amateurismo
En 1908, el alumnado del Colegio de los Padres Capuchinos Nuevo París quería organizarse en un equipo de fútbol y empezar a jugar contra otras instituciones.
Las ganas no tuvieron demasiado problema para transformarse en realidad y así fue como Domingo Etchegoyen, Diego Azcoitía, Hermelino Pintos, Julio Freire, Mario Pintos, José Misa, Juan Torchelo, Luis Pereftl, Juan Antonio Añón y Luis Etchegoyen entre otros, decidieron iniciar, casi sin saberlo, la vida de Liverpool.
El nombre desembarcó por el furor de los equipos ingleses de la época. En aquellos años llegaban a Montevideo los más prestigiosos equipos ingleses y fue por esa admiración que les tenían, que el equipo de los alumnos de los Padres Capuchinos se llamó Liverpool. Cuenta la leyenda que el nombre surgió revisando un mapa de Inglaterra. José Freire detuvo sus ojos en aquel redondelito negro de donde arrancaba la palabra Liverpool y recordó la insistencia del cura en aclarar en la clase de geografía que se trataba del más importante puerto carbonero de Inglaterra, de donde zarpaban casi todos los barcos ingleses que operaban en Montevideo.
El 15 de febrero de 1915, en la trastienda del almacén de los Chinchurreta, ubicado en el cruce de Agraciada y Pilar Costa, se dispuso formalmente la fundación de Liverpool Fútbol Club. El dueño de la casa, Francisco Chinchurreta, fue elegido presidente, mientras Emilio Freire como vicepresidente.
Los colores negro y azul fueron tomados como homenaje a los que habían sido los grandes equipos de la zona: el azul del Titán, que había llegado a ser campeón de la Liga Constitución, y el negro del Defensa, otro poderoso equipo de la época.
En 1919 Liverpool asciende a Primera División, y debuta en 1920, culminando octavo en la tabla de posiciones.

### Comienzos del profesionalismo
Previo al comienzo de la era profesional, en 1932, se le exigió al equipo una fusión con Misiones que no prosperó porque no había interés de ninguna de las partes y entonces se debió volver al batallar de la Intermedia donde se mantenía el régimen amateur. En aquella época, no había ascenso directo de Intermedia a Primera, y la única posibilidad de ascender era mediante un repechaje entre el campeón de la Intermedia (amateur) y el último de Primera (profesional). Liverpool fue el primer equipo amateur en lograr vencer a un profesional al vencer a Racing en 1938, y así lograr el ascenso.

### Años de crecimiento
Al año siguiente, el negriazul fue último, pero salvó la permanencia al vencer a Progreso. Luego se conformó un equipo que fue la sensación de los años 1940, dentro del cual se encontraban: Sixto González, Roque Máspoli y Omar Abreu (que tuvo el récord de jugar 16 años consecutivos en Liverpool) entre otros; y que le permitió permanecer en la principal categoría por muchos años, hasta el descenso de 1963.
Es destacable recordar, en la década del 50, una extraordinaria delantera integrada por Luis Campero, Omar Abreu, Tydeo López Piñeiro, Guillermo Pedra y Carlos Chávez. En 1966 después de tres años en la "B", Liverpool logró la vuelta a la primera división venciendo en el último partido a River Plate en el Saroldi.
A su vez, en 1968 obtuvo su primer título en primera división, al consagrarse campeón del Torneo Relámpago en 1968, venciendo al Club Atlético River Plate en la final.

### Años '70 y la gira por Europa
La gira por Europa de 1971 fue uno de los hitos más grandes de la historia negriazul. Dirigidos por Ondino Viera y con la base de un equipo que marcó época en la década de 1970 los viajeros jugaron 12 partidos de los que ganaron 3, empataron 6 y perdieron 3, siendo además el primer equipo uruguayo que logra una serie inicial de 8 partidos sin perder en una gira por el exterior. Grandes victorias, como la contundente goleada al Werder Bremen por 4:1, o el 2:1 al Sevilla, e importantes resultados como el empate frente al Atlético de Madrid a orillas del Manzanares o al Sporting de Portugal en el debut.
Ese año, Liverpool fue candidato a ser el primer cuadro chico campeón uruguayo profesional (finalizó 3º), y en 1974, Liverpool finaliza en segunda posición (por puntos, 3º por saldo de goles) del Uruguayo.

### Años '80-'90
En la década de 1980, Liverpool se encontró militando en la "B". Logró su segundo ascenso de la era profesional venciendo a Racing en la última fecha. El equipo era dirigido por Julio César Antúnez, que era uno de los futbolistas del plantel antes de tomar la dirección técnica.
En aquella final ante Racing, Liverpool formó con: Hugo Quevedo, Héctor Correa, Gustavo Machaín (48’ José Puente), Daniel Libonatti (60’ Carlos Sauco), Nelson Ledesma, Carlos De Ávila, Peter Méndez, Miguel González, Jorge Rodríguez Rodríguez, Luis Cardozo, Julio Rodríguez
Director técnico: Julio Antúnez. Los goles fueron convertidos por 17' Cardozo, 65' Jorge Rodríguez, 75' Sauco
De vuelta en la "A", el equipo se volvió a afianzar en Primera (el arquero Luis Barbat fue una de las figuras, siendo el goleador del equipo en la campaña de 1991), e incluso arañó su primer título en esa categoría durante 1995, al finalizar en primera posición del Torneo Apertura de ese año, perdiendo la final de desempate ante Peñarol. Aquel equipo, dirigido por Miguel Ángel Puppo, formó en la final con J. Bogado, O. Suárez, J. Puentes, A. Díaz, J. Morán, A. Beninca, M. Barilko, P. Guidi, (62' Washington Rodríguez), W. Castro, N. Correa y D. Seoane.
Al finalizar el torneo disputó la liguilla pre Libertadores, terminó en la primera posición igualdo con Defensor Sproting, al perder el partido de desempate tuvo que enfrentar al campeón uruguayo, al perder también con Peñarol no pudo clasificar a la Copa.

### sigloXXI
El equipo volvería a descender a la "B" en la que militó durante 2001 y 2002, año que logró el ascenso de forma invicta, en formidable campaña de la mano del entrenador Julio Ribas. Ya de retorno, en 2003, Alexander Medina se consagró goleador del Uruguayo, marcando 22 goles.
La era de José Luis Palma al frente del club ya había comenzado y su presidencia empezó a marcar el crecimiento institucional. El trabajo en formativas y a partir de allí, Liverpool empezó a ampliar sus objetivos deportivos. A pesar de la baja en la masa social, se inició la meta de acceder a la competencia internacional. En el año 2009 lo logró por primera vez: terminó cuarto en el campeonato 2008-09, lo cual le permitió participar de la primera fase de la Copa Sudamericana 2009. Allí fue eliminado por el modesto Cienciano de Cuzco (Perú) por un global de 2:0, despidiéndose del certamen sin marcar gol alguno. En el campeonato 2009-10 terminó tercero, por detrás de los finalistas Peñarol y Nacional, con lo que consiguió clasificar a la primera fase de la Copa Libertadores 2011. En la temporada 2010-11 resultó 11º.

#### Primeras participaciones internacionales
Tuvo su primera participación en una copa internacional en la Copa Sudamericana 2009. Volvió a clasificar a las ediciones de 2012, 2017, 2019 y 2020. Su mejor participación en este torneo fue en la edición 2012, al superar las dos primeras fases y quedar eliminado en los octavos de final. Su futbolista Carlos Núñez fue goleador del certamen, con cinco anotaciones, siendo además elegido como la revelación del torneo en una votación abierta a todo público realizada a través de las redes sociales de la organización del torneo. En 2019 sorprende eliminando al Bahía brasilero, pero queda eliminado luego con el Caracas.
También participó en la Copa Libertadores 2011, allí perdió 5-3 (en el resultado global) contra Grêmio de Porto Alegre (Brasil) en la primera fase de clasificación, y de la Libertadores de 2021 sin poder superar la primera fase ante Universidad Católica de Quito.

#### Inesperado descenso
El crecimiento deportivo tuvo su punto de inflexión con el inesperado descenso en el año 2014. El club hizo una inversión fuera de escala procurando un gran objetivo: algún título o al menos, la clasificación a las copas internacionales. Liverpool apuntó a la incorporación de figuras de renombre como Javier Chevantón y el argentino Iván Moreno y Fabianesi, además de ya contar con figuras como Raúl Ferro, Paulo Pezzolano y los jóvenes con alta proyección como Rodrigo Aguirre y Guillermo De Amores. Sin embargo, contrariamente a lo que se esperaba previamente, el equipo descendió al caer derrotados en la última fecha como locales 2-3 ante Cerro.

#### Rápido retorno
Al año siguiente, Liverpool se quedó con el campeonato 2014-15 de Segunda División. Fue fundamental para ello el retorno de su "hijo pródigo" Emiliano Alfaro quien fue el goleador del torneo con 21 goles, secundado por su compañero Junior Arias (17 anotaciones). El negriazul fue líder de principio a fin y retornó a Primera, lugar donde permanece desde entonces.

#### Campeón Torneo Intermedio (2019)
Liverpool se afianzó en Primera División logrando posiciones de clasificación a las copas internacionales en 2016 (5° puesto) y 2018 (6° puesto). En ese año se contrató al exfutbolista del club Paulo Pezzolano como entrenador del primer equipo, y continuó dirigiendo al equipo al año siguiente cuando logró el título de Campeón del Torneo Intermedio 2019 tras derrotar a River Plate por penales (5-4), luego de empatar en los 90 minutos del partido (1-1), en alargue (1-1, 2-2). El negriazul había accedido a la final luego de conquistar el grupo B con 18 puntos, dejando atrás a Cerro Largo (16 puntos), Plaza Colonia (13), Fénix (9), Rampla Jrs. (7), Cerro (7), Racing (7), Wanderers (4). Se destacó la presencia del defensa Sebastián Cáceres en la final, quien tenía una buena oferta para emigrar al equipo América de México, pero permaneció en Liverpool con el objetivo de lograr ese título.

#### Campeón Supercopa Uruguaya (2020)
Luego del exitoso año anterior Pezzolano emigró al Pachuca de México, siendo sustituido en la dirección técnica por Román Cuello.
El año 2020 no podría comenzar mejor para Liverpool: en febrero se coronó Campeón de la Supercopa Uruguaya 2020 (a la cual clasificó como campeón del Intermedio del año anterior) tras derrotar en Maldonado 4-2 a Nacional en el alargue, luego de haber empatado en los 90 minutos del partido (2-2), en lo que puede considerarse el título más importante de toda su historia. Fabricio Díaz (de 16 años, a dos días de cumplir los 17) debutó ese día y marcó el definitivo cuarto gol.

#### Campeón Torneo Clausura (2020)
A principios del año 2021, Liverpool se consagró campeón por primera vez en su historia del Torneo Clausura (en la temporada de 2020), esto ocurrió en la fecha 13, dos fechas antes de finalizar el torneo, cuando le ganó por 4-0 a Nacional en el Parque Central, para ponerse a 8 puntos de ventaja en la tabla. Perdió el invicto en la última fecha al caer 1-0 ante Boston River en el Estadio Centenario.
La consecución del Clausura 2020 le permitió disputar una semifinal ante el Club Atlético Rentistas, campeón del Torneo Apertura de esa temporada, teniendo, el ganador, el derecho de disputar la final por el título de Campeón Uruguayo ante el ganador de la Tabla Anual, Nacional. Quien salió victorioso del encuentro disputado en el Estadio Centenario fue Rentistas, que tras empatar el encuentro 1-1 en los 90 minutos reglamentarios más el alargue, venció por penales al negriazul (3 a 2) y clasificó así a la final.

#### Campeón Torneo Apertura (2022)
En junio de 2021, después del exitoso pasaje de Marcelo Méndez, fue sustituido por Jorge Bava, quien era el arquero suplente y se retiró para tomar el cargo de entrenador. Los éxitos continuaron al año siguiente cuando Liverpool logró coronarse campeón del Torneo Apertura con 32 puntos, sacándole 4 puntos de diferencia a su perseguidor más cercano (Nacional). Hernán Figueredo fue el capitán del equipo pero fue perdiendo lugar con el transcurso del campeonato, quedándose la cinta Fabricio Díaz (ahora de 19 años). Posteriormente, en el Torneo Intermedio de ese año, Liverpool ganó su serie y arribó a la final, pero fue derrotado por Nacional 1-0.
El título del Apertura le valió al negriazul para acceder a la final del Campeonato Uruguayo, nuevamente ante Nacional (campeones del Torneo Clausura y la Anual), partido que finalizó 4-1 en favor del conjunto tricolor en el alargue luego del empate 1-1 en los 90 minutos. Para los tricolores anotaron la estrella mundial Luis Suárez y el argentino Emanuel Gigliotti (ambos en doblete), habiendo empatado transitoriamente de penal Thiago Vecino. Liverpool terminó como subcampeón uruguayo por primera vez en la historia, y eso le permitió clasificar a la Copa Libertadores 2023 y jugar por primera vez en fase de grupos.

#### Campeón de la Supercopa Uruguaya, Torneo Clausura y Campeón Uruguayo (2023)
Con Nacional como campeón uruguayo 2022 y también del Torneo Intermedio de ese mismo año, Liverpool participó de la Supercopa como subcampeón de este último torneo. Allí Liverpool pudo tomarse venganza de la definición del último torneo uruguayo y volver a conquistar una Supercopa enfrentando a Nacional, esta vez Liverpool ganó 1-0 con gol de Gonzalo Nápoli y disputando la mayor parte del encuentro con 10 jugadores.
Posteriormente Liverpool disputó la fase de grupos de  Copa Libertadores por primera vez, en un grupo integrado por Argentinos Juniors, Corinthians e Independiente del Valle. El conjunto uruguayo lograría 4 puntos en su grupo, venciendo únicamente de local al conjunto ecuatoriano 1-0 de local y empatando 1-1 con el conjunto argentino, puntaje el cual no le sirvió para avanzar internacionalmente.
A nivel local el club hizo historia consagrándose por primera vez en su historia Campeón uruguayo, Dicha temporada anteriormente al título uruguayo el club se consagró campeón del torneo intermedio venciendo 1-0 a Defensor Sporting en la final de dicho torneo. posteriormente se consagró campeón del torneo clausura con 35 puntos, 10 por encima de Peñarol, a quien enfrentó en finales por el máximo título uruguayo, si bien perdería la primera semifinal teniendo ventaja como ganador de la tabla anual, sería vencedor de una serie de finales ida y vuelta. venciendo a los carboneros 2-0 como local en Belvedere y 1-0 en el Campeón del Siglo.

## Símbolos

### Escudo y bandera
Tanto la bandera como el escudo del club contienen prácticamente el mismo diseño, adaptado a distintos formatos. La principal diferencia radica en que en el escudo los bastones son verticales, mientras que en la bandera, las franjas azules y negras están dispuestas de forma horizontal. En el caso de la bandera, contiene la inscripción "L. F. C." contra el centro de ella, y en el escudo estas siglas están ubicadas contra la parte superior del escudo, con fondo blanco y en letras negras. El escudo está rodeado por laurel a la izquierda y un balón sobre el lado inferior derecho.

## Uniforme
- Uniforme titular: Camiseta azul con rayas verticales negras, pantalón y medias negras.
- Uniforme de alternativa: Camiseta blanca con vivos azules y negros, pantalón y medias blancas.

La primera camiseta fue enteramente azul, tomada del Titán FC (club originario de los hermanos Céspedes entre otros).
Al poco tiempo pasaría a ser azul y negra a bastones (al parecer incorporando el color negro del Defensa). 
Para el año 1932 se estuvo a punto de incluir el rojo, ya que el club iba a fusionarse con su similar de Misiones (actual Miramar Misiones), pero finalmente no prosperó la idea de la fusión y se desistió de agregar el color. 
En la década de 1970 se usa short y medias azules, al igual que en 1996. 
En la década el 90 comienza a utilizarse una bonita casaca de alternativa blanca con vivos azules y negros, short negro y medias blancas. 
En la temporada 2005-2006 se decide adoptar como uniforme alernativo uno enteramente rojo en homenaje al Liverpool Football Club inglés.

### Evolución histórica
| 1917 | 1919-presente | 1970,1996 | 2013-2019 | 2020-Actual |

| 1995 visitante | 2009-presente visitante | 2013-2019 | 2020-Actual Segunda | 2020-Actual Tercera |

### Proveedores y Patrocinio
| Periodo       | Proveedor | Patrocinador Principal | Patrocinador secundario | Patrocinador secundario | Patrocinador secundario | Patrocinador secundario |
| ------------- | --------- | ---------------------- | ----------------------- | ----------------------- | ----------------------- | ----------------------- |
|               |           |                        |                         |                         |                         |                         |
| 1995-2002     | Meta      | Puritas                |                         |                         |                         |                         |
| 2003-2004     | Mgr Sport | Puritas                |                         |                         |                         |                         |
| 2005-2009     | Puma      | Puritas                |                         |                         |                         |                         |
| 2009-2013     | Mgr Sport | Puritas                | Barcatti EGA            | Del Cebador             | Médica Uruguaya         | Antel                   |
| 2013-2019     | Joma      | Puritas                | Del Cebador             | Médica Uruguaya         | Antel                   | Aída                    |
| 2020-presente | Mgr Sport | Puritas Aida           | Médica Uruguaya         | Antel                   |                         |                         |

## Estadio
En la actualidad, Liverpool juega sus partidos de locatario en su estadio de fútbol denominado Belvedere, ubicado en la calle Julián Laguna.
Posee una capacidad aproximada de 8500 espectadores.
El estadio en principio perteneció al Montevideo Wanderers, pero luego pasó a manos del Ministerio de Salud Pública, y finalmente en 2000 pasó a manos de Liverpool.
Tiene una historia muy particular, ya que fue en este lugar donde por primera vez, en 1910, la selección uruguaya vistió la remera de color celeste, la cual es característica del país. En el estadio hay una placa que conmemora este hecho.

### Country Lomas de Zamora
Liverpool cuenta con un complejo deportivo para la concentración del plantel principal del club, que posee un campo de juego para la realizar sus entrenamientos. Se encuentra en el barrio de Pajas Blancas, Montevideo
En el año 1970 Liverpool adquiere el predio gracias a lo obtenido por la venta de un jugador del club, E. Amoroso, al Club Atlético Peñarol. Desde su adquisición el complejo ha sido sometido a sucesivas mejoras.

### República de Liverpool
Además del complejo Country Lomas de Zamora, Liverpool cuenta con otro centro deportivo para sus divisiones formativas y plantel femenino: el complejo República de Liverpool. El mismo cuenta con diez canchas donde las formativas realizan sus partidos oficiales.

## Hinchada y rivalidades
A los hinchas de Liverpool se los conoce con el apodo de "Los Negros", motivado principalmente por el predominio de ese color en su camiseta, junto al azul. Al mismo tiempo, la barrabrava es conocida como "Los Negros de la Cuchilla", en alusión a la Cuchilla de Juan Fernández, donde está emplazado parte del barrio Belvedere.
A pesar de sus años y participaciones en el fútbol profesional uruguayo, Liverpool no posee un clásico rival definido, aunque supo tomar relevancia en los últimos años, surgiendo como una especie de "equipo árbitro" entre los dos grandes del fútbol uruguayo (Peñarol y Nacional), ya sea eliminando a uno para evitar un cruce superclásico en la Copa AUF Uruguay, como provocando a alguno de ambos clubes por redes sociales. Por otra parte, son recordados sus duelos con los clubes del Prado (Wanderers, River Plate y Bella Vista), debido a la adyacencia de este barrio con el Belvedere, destacándose el hecho de que Liverpool se haya quedado con el otro estadio de Wanderers o las finales ganadas a River Plate. Pese a ello, tanto Liverpool como los tres equipos del Prado se consideran más vecinos deportivos que clásicos rivales, aunque con algún que otro tinte de rivalidad.

## Jugadores

### Mercado de pases
- Actualizado el 25 de enero de 2025

#### Altas 2025
| Jugador          | Posición      | Procedencia    | Tipo     |        |        |        |        |        |        |        |
| Verano           | Verano        | Verano         | Verano   | Verano | Verano | Verano | Verano | Verano | Verano | Verano |
| ---------------- | ------------- | -------------- | -------- | ------ | ------ | ------ | ------ | ------ | ------ | ------ |
| Emiliano Márquez | Golero        | Fénix          | Libre    |        |        |        |        |        |        |        |
| Nicolás Cabral   | Defensa       | Cerro Largo    | Libre    |        |        |        |        |        |        |        |
| Martín Rea       | Defensa       | Deportivo Cali | Libre    |        |        |        |        |        |        |        |
| Santiago Milano  | Mediocampista | City Torque    | Traspaso |        |        |        |        |        |        |        |
| Martín Rabuñal   | Mediocampista | Cerro          | Libre    |        |        |        |        |        |        |        |
| Facundo Núñez    | Delantero     | Cerro Largo    | Traspaso |        |        |        |        |        |        |        |
| Invierno         |               |                |          |        |        |        |        |        |        |        |
| Bandera de ?     |               | Bandera de ?   |          |        |        |        |        |        |        |        |

#### Bajas 2025
| Jugador            | Posición      | Destino      | Tipo                  |        |        |        |        |        |        |        |
| Verano             | Verano        | Verano       | Verano                | Verano | Verano | Verano | Verano | Verano | Verano | Verano |
| ------------------ | ------------- | ------------ | --------------------- | ------ | ------ | ------ | ------ | ------ | ------ | ------ |
| Nicolás Vikonis    | Golero        | Retiro       | Fin de contrato       |        |        |        |        |        |        |        |
| Bryan Bentaberry   | Defensa       | Mushuc Runa  | Fin de contrato       |        |        |        |        |        |        |        |
| Edgar Elizalde     | Defensa       | Platense     | Fin de contrato       |        |        |        |        |        |        |        |
| Joel Poiso         | Defensa       | Progreso     | Rescisión de contrato |        |        |        |        |        |        |        |
| Luciano Aued       | Mediocampista | Bandera de ? | Fin de contrato       |        |        |        |        |        |        |        |
| Lucas Lemos        | Mediocampista | Boston River | Traspaso              |        |        |        |        |        |        |        |
| Leonardo Olavarría | Mediocampista | Bandera de ? | Fin de contrato       |        |        |        |        |        |        |        |
| Diego García       | Delantero     | Peñarol      | Fin de contrato       |        |        |        |        |        |        |        |
| Sergio Núñez       | Delantero     | Danubio      | Préstamo              |        |        |        |        |        |        |        |
| Christian Tabó     | Delantero     | Bandera de ? | Fin de contrato       |        |        |        |        |        |        |        |
| Invierno           |               |              |                       |        |        |        |        |        |        |        |
| Bandera de ?       |               | Bandera de ? |                       |        |        |        |        |        |        |        |

## Palmarés

### Nacionales
| Torneo                                   | Torneo | Campeonatos               | Subcampeonatos |
| ---------------------------------------- | ------ | ------------------------- | -------------- |
| Campeonato Uruguayo                      | 1      | 2023                      | 2022           |
| Torneo Apertura                          | 2      | 2022, 2025                | 1995, 2009     |
| Torneo Clausura                          | 2      | 2020, 2023                | 2003           |
| Torneo Intermedio                        | 2      | 2019, 2023                | 2022           |
| Supercopa Uruguaya                       | 3      | 2020, 2023, 2024          |                |
| Segunda División Profesional             | 4      | 1966, 1987, 2002, 2014-15 | 1964, 1985     |
| Divisional Intermedia (Segunda División) | 2      | 1919. 1937                |                |
| Tercera Categoría (División Extra)       | 1      | 1916                      |                |

### Otros torneos
- Torneo Relámpago "9 de junio de 1924" (1): 1968
- Serie Río de la Plata Copa Maicol Cabrera (1): 2024

## Datos del club
Datos actualizados para la temporada 2024 inclusive.
- Temporadas en Primera División: 83 (1920-1929 / 1938-1963 / 1967-1979 / 1981-1982 / 1988-2000 / 2003-2013/14 / 2015/16-Presente)
  - Debut: 1920 (Profesional: 1938)
  - Participaciones consecutivas desde: 2015-16 (10.ª seguida)
  - Mayor goleada a favor: 9-0 a Bella Vista (18.ª fecha del campeonato de 1940)[29]
- Temporadas en Segunda División: 23 (1917-1919 / 1930-1937 / 1964-1966 / 1980 / 1983-1987 / 2001-2002 / 2014/15)
- Temporadas en Tercera División: 2 (1915-1916)
- Máximo goleador histórico:  Juan Ignacio Ramírez (82 goles)

### Participación internacional
- Participaciones en Copa Libertadores: 4
  - Primera fase (2011)
  - Primera fase (2021)
  - Fase de grupos (2023)
  - Fase de grupos (en disputa) (2024)

- Participaciones en Copa Sudamericana: 6
  - Primera fase (2009)
  - Octavos de final (2012)
  - Primera fase (2017)
  - Segunda fase (2019)
  - Segunda fase (2020)
  - Primera fase (2022)
- Mayor goleada a favor: Liverpool 5–0  Llaneros de Guanare (Copa Sudamericana 2020)

- Participaciones en Copa Libertadores Sub-20: 1
  - Subcampeón (2016)

## Estadísticas en competiciones internacionales
| Competición            | Ronda            | PJ | PG | PE | PP | GF | GC | Dif. | Puntos |
| ---------------------- | ---------------- | -- | -- | -- | -- | -- | -- | ---- | ------ |
| Copa Sudamericana 2009 | Primera Fase     | 2  | 0  | 1  | 1  | 0  | 2  | -2   | 1      |
| Copa Libertadores 2011 | Primera Fase     | 2  | 0  | 1  | 1  | 3  | 5  | -2   | 1      |
| Copa Sudamericana 2012 | Octavos de final | 6  | 3  | 1  | 2  | 9  | 6  | +3   | 10     |
| Copa Sudamericana 2017 | Primera Fase     | 2  | 1  | 0  | 1  | 1  | 2  | -1   | 3      |
| Copa Sudamericana 2019 | Segunda Fase     | 4  | 2  | 1  | 1  | 2  | 2  | 0    | 7      |
| Copa Sudamericana 2020 | Segunda Fase     | 4  | 2  | 1  | 1  | 9  | 3  | +6   | 7      |
| Copa Libertadores 2021 | Fase 1           | 2  | 1  | 0  | 1  | 2  | 4  | -2   | 3      |
| Copa Sudamericana 2022 | Primera Fase     | 2  | 0  | 0  | 2  | 0  | 3  | -3   | 0      |
| Copa Libertadores 2023 | Fase de grupos   | 6  | 1  | 1  | 4  | 4  | 12 | -8   | 4      |

### Por competencia
| Competición                  | Temp. | PJ | PG | PE | PP | GF | GC | Dif. | Puntos |
| ---------------------------- | ----- | -- | -- | -- | -- | -- | -- | ---- | ------ |
| Copa Libertadores de América | 3     | 10 | 2  | 2  | 6  | 9  | 21 | -12  | 8      |
| Copa Sudamericana            | 6     | 20 | 8  | 4  | 8  | 21 | 18 | +3   | 28     |
| Total                        | 9     | 28 | 10 | 6  | 14 | 30 | 39 | -9   | 36     |

## Liverpool Femenino
Liverpool a nivel femenino compite el Campeonato Uruguayo de Fútbol Femenino de Primera división también conocido como Torneo Rexona de Fútbol Femenino de Primera División por razones de patrocinio. En el año 2017 se consagró campeón del Campeonato Uruguayo de Fútbol Femenino Divisional B.

### Nacionales (1)
| Competición nacional                                | Competición nacional | Títulos | Subcampeonatos |
| --------------------------------------------------- | -------------------- | ------- | -------------- |
| Campeonato Uruguayo de Fútbol Femenino Divisional B | 1                    | 2017    |                |